# عرب حسن صغير
عرب حسن صغير قرية سوريّة تتبع إداريّاً لمحافظة حلب منطقة جرابلس ناحية غندورة، بلغ تعداد سكانها 914 نسمة حسب التعداد السكاني لعام 2004.